# Bakira Hasečić
Niektóre z zamieszczonych tu informacji wymagają weryfikacji.
Dokładniejsze informacje o tym, co należy poprawić, być może znajdują się w dyskusji tego artykułu.
 Po wyeliminowaniu niedoskonałości należy usunąć szablon [[Szablon:Dopracować|]] z tego artykułu.
Bakira Hasečić – bośniaccka ofiara czystek etnicznych wojny domowej w Bośni, działaczka o prawa człowieka.
Pochodzi z Wiszegradu, miasta we wschodniej części Bośni i Hercegowiny. W 1992 roku, podczas czystek etnicznych w Wiszegradzie, które miały miejsce w początkowych dniach wojny domowej w Bośni, została zgwałcona na posterunku policji w rodzinnym mieście przez żołnierzy armii Republiki Serbskiej Krajiny, a następnie została przewieziona w inne miejsce, gdzie była gwałcona przez żołnierzy sił serbskich.
Jej siostra zmarła w obozie gwałtu. Doświadczenia zdobyte w czasie wojny pozwoliły jej stać się jedną z czołowych aktywistek walczących o prawa człowieka w Bośni, współpracujących z takimi organizacjami jak Amnesty International i Human Rights Watch. Bakira Hasečić prowadzi kampanie na rzecz wyegzekwowania sprawiedliwości przez kobiety-ofiary konfliktu bałkańskiego przed narodowymi sądami i międzynarodowymi trybunałami, w większości ofiary zgwałceń i nadużyć seksualnych.
Obecnie jest prezydentem organizacji zrzeszającej ofiary wojennych gwałtów i tortur z siedzibą w Sarajewie. Jej organizacja prowadzi kampanię na rzecz praw kobiet, które są ofiarami zgwałceń i podobnych przestępstw popełnionych w czasie wojny; gromadzi dowody i informacje o przestępcach wojennych i gwałcicielach ukrywających się w Republice Serbskiej, części składowej Bośni, w celu zapewnienia ich ścigania. Stowarzyszenie dostarczyło kluczowych zeznań świadków zgwałceń i nadużyć seksualnych w procesach sądowych związanych z konfliktem, a także pomogło wyegzekwować sprawiedliwość oraz zapewniło finansową i psychologiczną pomoc dla wielu z ponad tysiąca członkiń.
Bakira Hasečić była jedną z ofiar Milana Lukicia i systematycznie walczyła o przedstawienie mu zarzutów popełnienia przestępstwa zgwałcenia, zawartych ostatecznie w akcie oskarżenia przeciwko Milanowi i jego kuzynowi Sredoji Lukiciowi w procesie toczącym się przed Międzynarodowym Trybunałem Karnym dla byłej Jugosławii w Hadze.
Podczas procesu Željka Lelka za zbrodnie przeciwko ludzkości, takie jak morderstwa, deportacje, przymusowe więzienie i gwałty popełnione w Wiszegradzie w 1992, dokonane wspólnie z Beli Orlovi – paramilitarną grupą dowodzoną przez Milana Lukicia, na zarzuty Lelka, że Bakira Hasečić jest odpowiedzialna za jego zatrzymanie sędzia Paul Melchior Brilman odpowiedział: „Hasečić jest bardzo ważną osobą.”. Proces przez sądem w Bośni był pierwszym z grupy procesów o przestępstwa, których dopuszczono się w Wiszegradzie. Lelek został następnie uznany za winnego popełnienia przestępstw zgwałcenia w Vilina Vlas i innych zbrodni.
Bakira Hasečić poczyniła wysiłki, by zachęcić Muzułmanów do powrotu do Wiszegradu, ale w 2005 poinformowała Human Rights Watch, że rezygnuje w związku z faktem, że „powroty nie doszły do skutku przez to, że przestępcy wojenni wciąż mieszkają tu wolni. Praktycznie nikt nie wrócił do miasta.”. (Powracający często czuli się otoczeni przez niższego szczebla zbrodniarzy, którzy byli ich sąsiadami.)
Praca Bakiry Hasečić została przedstawiona w filmach dokumentalnych wyprodukowanych przez BBC i Al-Dżazirę.

## Tło historyczne
Wiszegrad to miasto położone nad rzeką Driną, niedaleko granicy z Serbią. W latach 1992–1995 miasto stanowiło ważny punkt strategiczny podczas wojny domowej w Bośni. Na początku kwietnia 1992, podzielając los innych miejsc w Bośni, miasto znalazło się pod ostrzałem artyleryjskim i ostatecznie pod kontrolą Korpusu Uzicie Jugosłowiańskiej Armii Ludowej (JNA).
19 maja 1992 JNA oficjalnie wycofała się i lokalni liderzy serbscy ustanowili Serbski Zarząd Miasta Wiszegrad. Niedługo później serbska policja i organizacje paramilitarne rozpoczęły jedną z głośniejszych czystek etnicznych nakierowanych na eliminację populacji bośniackiej w Wiszegradzie i okolicach.
Lokalne organizacje paramilitarne, takie jak Białe Orły (Beli Orlovi), Mściciele czy Wilki wspólnie z policją wiszegradzką i serbskimi jednostkami wojskowymi odegrały kluczową rolę w dokonywaniu czystek etnicznych, popełnianiu licznych zbrodni, w tym morderstw, zgwałceń, tortur, pobić, grabieży i niszczeniu mienia. Przywódcą grup był bośniacki Serb Milan Lukić.
Lukić za swoją kwaterę obrał Vilina Vlas, hotel położony na obrzeżach Wiszegradu – jedno z miejsc, gdzie przetrzymywali byli lokalni Bośniacy. Vilina Vlas stało się sławne jako obóz gwałtu, jeden z wielu w mieście udokumentowanych w raporcie KOMISJI ONZ z 1994 roku. Jednocześnie, jak przyznał sam Lukić, było to jego stanowisko dowodzenia. Jedna z kobiet, które przeżyły poinformowała, że Lukić zgwałcił ją kilka razy w czasie, gdy była więźniem w hotelu. Ponad dwieście kobiet zostało zgłoszonych jako przetrzymywane, ale jedynie garść z nich ocalało – mniej niż dziesięć, zgodnie z danymi organizacji zrzeszającej ofiary wojennych gwałtów i tortur. Większość z uwięzionych kobiet została albo zabita, albo popełniła samobójstwo. Ciał ofiar nigdy nie odnaleziono, więc domniemywa się, że zostały pochowane w ukrytych miejscach, a następnie przeniesione.
Międzynarodowe organizacje ds. praw człowieka i spraw uchodźców poinformowały o okrucieństwach dziejących się w mieście w 1992 roku. Amnesty International opublikowało obszerny raport o gwałtach, które miały miejsce w Bośni i Hercegowinie, określając Wiszegrad jako jedno z przodujących miejsc, zaś w 1994 roku ONZ w raporcie dot. zgwałceń w Bośni i Hercegowinie wskazało Vilina Vlas jako jedno z miejsc, gdzie miały miejsce masowe gwałty. Niemniej jednak zarzuty dotyczące zgwałceń w Wiszegradzie nie zostały uwzględnione przez Międzynarodowy Trybunał Karny dla byłej Jugosławii.

## Kampania na rzecz skazania Milana Lukicia przez Międzynarodowy Trybunał
Bakira Hasečić była jedną z ofiar Milana Lukicia i systematycznie podejmowała działania, które miały na celu włączenie do aktu oskarżenia, w postępowaniu przed Międzynarodowym Trybunałem w Hadze, przeciwko Milanowi Lukiciowi i jego kuzynowi Sredoje Lukiciowi zarzutów o popełnienia przestępstw zgwałcenia. Zakwestionowała zapewnienie prokurator Carli Del Ponte, że oskarżenie nie miało dowodów na takie zarzuty podczas przygotowywania aktu oskarżenia, w związku z brakiem świadków gotowych by zeznawać. Podkreślała, że ona i inne kobiety złożyły wcześniej zeznania przed urzędnikami, które były dostępne dla haskich śledczych.
Doradca i rzecznik Del Ponte przyznał, że brak było informacji pozwalających na postawienie oskarżonemu zarzutów przez Biuro Prokuratora Generalnego. Potwierdził, że powzięto liczne informacje dotyczące zgwałceń w Wiszegradzie ale oskarżyciele Trybunału „nie zdołali dotrzeć do świadków” przed skompletowaniem aktów oskarżenia. „Strategia realizacji” ONZ przed Trybunałem wykluczyła możliwość wniesienia nowych zarzutów lub modyfikacji już istniejących, z wyjątkiem sytuacji, w których sprawa została przekazana do ponownego rozpoznania przez sądy krajowe. Del Ponte sugerowała, że Trybunał mógł przekazać sprawę Lukicia do Wydziału Zbrodni Wojennych w sądzie w Sarajewie i wezwać Stowarzyszenie Kobiet Ofiar Wojny do współpracy z miejscowymi oskarżycielami, by doszło do zmiany zarzutów.
Ostatecznie, 12 lipca 2008, niespełna miesiąc przed rozpoczęciem procesu prokurator złożył wniosek o zgodę na zmianę aktu oskarżenia, dodając gwałt i niewolnictwo seksualne do zarzutów. Proponowany akt oskarżenia zarzucał kuzynowi Lukicia udział, indywidualnie lub wespół z innymi, w przestępstwie planowania i / lub nakłanianie do gwałtu, przetrzymywania w niewoli i torturowaniu ludzi w aresztach i innych miejscach w Wiszegradzie i okolicach.
Dzień przed rozpoczęciem procesu Izba Orzekająca odrzuciła wniosek oskarżenia, podnosząc, że taka zmiana aktu oskarżenia narusza prawo oskarżonego do ustosunkowania się do przedstawianych mu zarzutów.
Podczas odczytywania werdyktu Izby Orzekającej, sędzia Patrick Robinson stwierdził, że (Trybunał) posiadał „wiele dowodów dotyczących innych przestępstw, włączając gwałt” jednak odkąd kuzyn Lukicia nie został oskarżony o te zbrodnie, „Izba nie rozstrzygnęła jego winy za popełnienie ich”.